# Balamory
Balamory – serial dla dzieci w wieku przedszkolnym wyprodukowany przez szkocką The Learning Channel i BBC. Akcja toczy się na fikcyjnej szkockiej wysepce Balamory, w rzeczywistości w Tobermory. Serial liczy 254 odcinki, w tym jeden tylko na DVD.
| Postać         | Aktor                             | Zawód                      | Dom                    | Piosenki |
| -------------- | --------------------------------- | -------------------------- | ---------------------- | --- |
| Miss Hoolie    | Julie Wilson Nimmo                | Przedszkolanka             | Zielony domek          | - Nursery Song (Everybody, Everyone) - What Do You Want To Do Today? (Day Off Song One) - Strike Up The Band (Day Off Song Two) |
| Archie         | Miles Jupp                        | Wynalazca                  | Różowy zamek           | - I’m Archie, The Inventor - Great Inventions, Groovy Solutions                                                                 |
| Josie Jump     | Kasia Haddad, wcześniej Buki Akib | Instruktorka fitness       | Dwupięterowy żółty dom | - Jump A Little Higher - Cheer You Up                                                                                           |
| Edie McCredie  | Juliet Cadzow                     | Kierowca autobusu          | Niebieski dom i garaż  | - When I Honk My Horn - Let Me Take You On A Journey                                                                            |
| policjant Plum | Andrew Agnew                      | Policjant                  | Biały posterunek       | - I’m PC Plum - Follow The Clue                                                                                                 |
| Spencer        | Rodd Christensen                  | Amerykański malarz i muzyk | Pomarańczowy domek     | - Climbing Up My Musical Ladder - If You Need A Little Rhythm                                                                   |
| Suzie Sweet    | Mary Riggans                      | Sklepikarki                | Czerwony budynek       | - Suzie's Cooking - I’m Suzie Sweet, I’m Penny Pocket                                                                           |
| Penny Pocket   | Kim Tserkezie                     | Sklepikarki                | Czerwony budynek       | - Penny’s Song - Sort It - I’m Suzie Sweet, I’m Penny Pocket                                                                    |